# Billy Magee Maggar
Billy Magee Maggar est une adaptation d'une ballade irlandaise, sur le même air que When Johnny Comes Marching Home, qui semble faire partie de l'apprentissage musical en fin d'école primaire (CM1 et CM2) et début du collège, chantée en chorale ou à deux voix accompagnées d'une guitare.

## Paroles
Quand la nuit tombe sur la plaine, O Billy Magee Maggar  x2
Quand la nuit tombe sur la plaine, le vent du soir calme ta peine
Et le feu danse, et chante, et rit, Billy Magee Maggar  x2
Où sont passés tous tes amis, Billy Magee Maggar ? x2
Où sont passés tous tes amis ? Ils sont restés bien loin d'ici...
Et le feu danse, et chante, et rit, Billy Magee Maggar  x2

Que gardes-tu de ton passé, O Billy Magee Maggar ? x2
Que gardes-tu de ton passé ? Ce que les vents m'en ont laissé...
Et le feu danse, et chante, et rit, Billy Magee Maggar  x2

Où donc te mène ton chemin, O Billy Magee Maggar ? x2
Où donc te mène ton chemin ? Sans but, sans fin, toujours plus loin...
Et le feu danse, et chante, et rit, Billy Magee Maggar  x2